# Alden (Kansas)
Pour les articles homonymes, voir Alden.
Alden est une municipalité américaine située dans le comté de Rice au Kansas.
Lors du recensement de 2010, Alden compte 148 habitants sur une superficie de 0,19 mille carré (0,49 km2).
Fondée en 1872, Alden se développe grâce à l'Atchison, Topeka and Santa Fe Railway. Elle est nommée d'après Alden Speare, dirigeant du chemin de fer.